# Yui (Shizuoka)
Pour les articles homonymes, voir Yui.
Yui (由比町, Yui-chō) était un bourg japonais localisé dans le district de Ihara, dans la préfecture de Shizuoka, au Japon.

## Géographie

### Démographie
Fin 2008, le bourg d'Yui avait une population estimée de 9 085 habitants, pour une superficie totale de 23,03 km2. 

## Histoire
Le 1er novembre 2008, Yui a été fusionnée pour faire partie de Shimizu-ku, un arrondissement de la ville de Shizuoka. De ce fait, et à la suite d'un autre regroupement, le district d'Ihara a été dissous.